# Lazare Nicolas Marguerite Carnot
Lazare Nicolas Marguerite Carnot (Nolay, 1753. május 13. – Magdeburg, 1823. augusztus 2.) francia tábornok, politikus, tudós, a Nemzeti Konvent tagja. Őt tartják „a győzelem megszervezőjének”, de „Nagy Carnot”-nak is nevezik.

## Életrajza
Apja jegyző volt. Műszaki tiszti iskolát végzett Mézières-ben. 1783-ban mérnökszázados, több algebrai, geometriai és mechanikai tanulmány szerzője, amikor – noha kiváló képességekkel rendelkezett – alacsony származása és szellemi függetlensége miatt katonai előmenetele megtorpant.
Csatlakozott a forradalomhoz, 1791-ben Pas-de-Calais képviselőjének választották a törvényhozó nemzetgyűlésbe, ahol a Katonai Bizottság tagja lett. Ő volt a Nemzeti gárdáról szóló törvény megfogalmazója. 1792-ben a Nemzeti Konvent tagjává választották, ahol előbb a Mocsárral, majd a hegypártiakkal tartott. 1793 januárjában a király kivégzésére szavazott.
1793 júliusában a Közjóléti Bizottság tagjává választották, még abban az évben mint az egyik legnagyobb katonai szakértő, a hadsereg konvent-biztosa lett; megszavaztatta a népfelkelésről szóló rendeletet, ami az általános hadkötelezettség elvének bevezetésével lehetővé tette egy valódi tömeges fegyveres erő, a néphadsereg létrehozását, jóval nagyobb létszámban, mint a kor hivatásos katonákból álló eliterői. Összesen 14 hadsereget állított fel az Első Francia Köztársaság részére. Nagyszerű katona, az Északi Hadsereghez csatlakozva, 1793 őszén oroszlánrésze volt a Habsburg-csapatok elleni győzelem megszerzésében, majd Toulonnak a britektől való visszavételében, amivel az év végére a köztársaság elérte a közvetlen veszély elhárítását a határokon.
Szándékosan távol tartotta magát a Közjóléti Bizottságban folyó, késhegyre menő vitáktól, rossz szemmel nézte, hogy Robespierre minden áron bele akar szólni a katonai kérdésekbe, ezért ellene és Saint-Just ellen foglalt állást, támogatta a Thermidor 9-i fordulatot (1794. július 27.), ugyanakkor sikerült elérnie, hogy ne diszkreditálja magát a Nagy Terrorral. 1795 novemberében a Direktórium tagja lett. Ő nevezte ki Bonaparte Napóleon tábornokot az Itáliai hadsereg főparancsnokává. Munkája előbb Svájcba, majd a Német-római Birodalomba szólította, a Brumaire 18-i fordulat (1799. november 9.) után visszatért Franciaországba, ahol Napóleon kinevezte hadügyminiszterré és a Tribunátus tagjává. Ezt a mandátumát 1807-ig, a nemzetgyűlés feloszlatásáig megtartotta.
Egyre inkább ellenezve a kialakuló új rendet, Napóleon császárrá koronázását, eltávolodott a politikától, és életét ismét a matematikának, valamint a katonai elméletnek szentelte. 1809-ben publikálta az „Erődített helyek védelme” című munkáját, amelyet ma is e technika klasszikus művének tartanak.
1814-ben, amikor Napóleon visszatért Elba szigetéről, ismét a császár szolgálatába állt, ő biztosította Antwerpen védelmét. A „száz nap” alatt belügyminiszter lett és grófi címet kapott. A waterlooi vereség után – mint királygyilkos – emigrációba kényszerült, előbb I. Sándor orosz cár adott neki menedéket, aki tiszteletbeli altábornaggyá nevezte ki, majd Magdeburgba vonult vissza és csak a tudományoknak élt.

## Írott művei

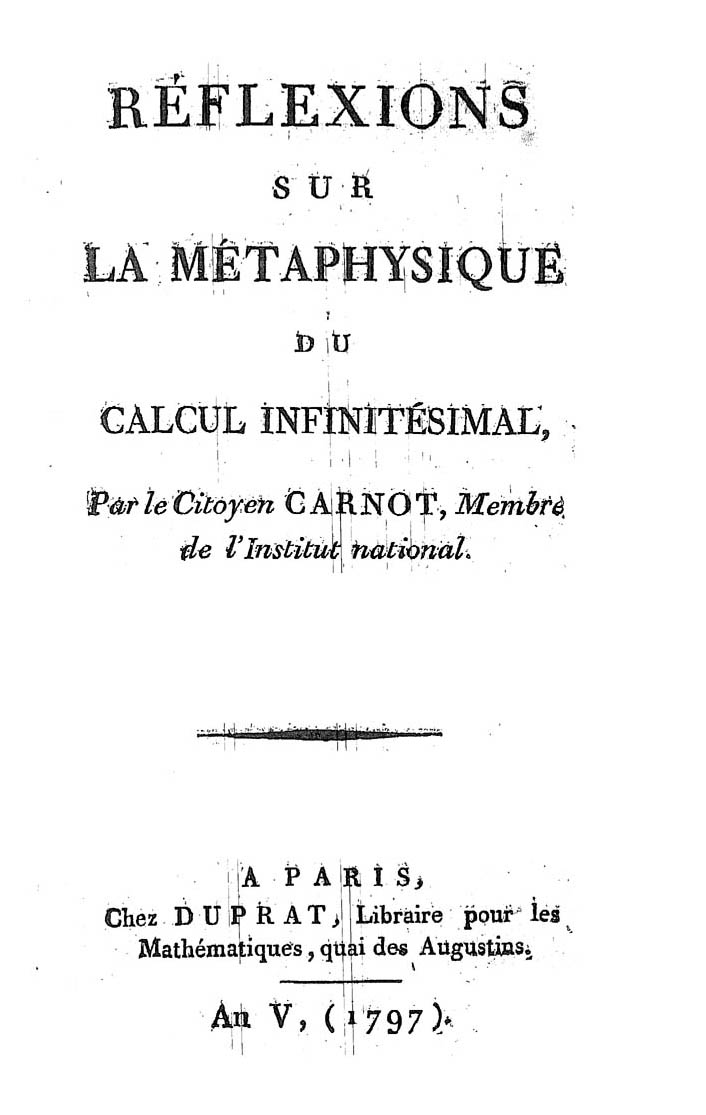
Réflexions sur la métaphysique du calcul infinitésimal, 1797

### Katonai kiadványai
- 1784 – „Vauban marsall dicsérete” (Éloge de Mr. le Maréchal de Vauban) (az Akadémia első díját kapta). Dijon et Paris. A. Jombert Jeune
- 1789 – „Emlékeztető a Haditanács részére az erődített helyek tárgyában, amelyeket le kell rombolni vagy fel kell hagyni avagy azon kérdéskör vizsgálata: Előnyös-e Franciaország királyának, hogy erődített helyek vannak az állam határain?” (Mémoire présenté au Conseil de la Guerre au sujet des places fortes qui doivent être démolies ou abandonnées, ou Examen de cette question: Est-il avantageux au Roi de France qu'il y ait des places fortes sur les frontières de ses États ?) Paris. Barois l'Aîné
- 1809 – „Erődített helyek védelme. A műszaki hallgatók képzésére összeállított kiadvány” (De la défense des places fortes. Ouvrage composé pour l'instruction des élèves du Corps du Génie). Paris. Courcier

### Főbb tudományos művek
Lazare Carnot-t a világon mindenütt ismerik tudományos műveiért. Kiváló tudós elme; több fontos matematika tárgyú kiadványt írt, úgy tekintenek rá, mint az analitikus geometria megalapozójára. Munkásságát az általánosításra való törekvés jellemezte. Eukleidész legtöbb tételéről kimutatta, hogy azok átfogóbb tételek speciális esetei. A trigonometriában Carnot tétele egy tetszőleges háromszög és a köré írható kör egyes hosszméretei között ír le összefüggést. 1796-ban felvették a Francia Természettudományi Akadémia tagjai közé. Kiemelkedő szerepet játszott a nagy hírű Műszaki Főiskola (École polytechnique) létrehozásában. Nevéhez fűződik a folyadékok mechanikájában a csővezeték hirtelen bővülésekor keletkező energia veszteség a Borda-Carnot veszteség empirikus összefüggésének megfogalmazása.
- 1783 – „Értekezés általában a gépekről” (Essai sur les machines en général)
- 1801 – „A geometriai alakzatok viszonyairól” (De la correlation des figures de géométrie)
- 1803 – „A helyzet geometriája” (Géométrie de position)
- 1806 – „Értekezés a transzverzálisok elméletéről”

### Irodalmi művek
Carnot több tucat verset írt, legismertebbek:
- 1899 – „Az álom” – óda (Le rêve. Ode.)
- 1821 – „Don Quijote” – komikus hősköltemény 6 versben (Don Quichotte. Poème héroï-comique en 6 chants.) Paris. F. A. Brockhaus

## Érdekességek
- Két fia, Nicolas Léonard Sadi és Lazare Hippolyte apja nyomdokaiba lépett, egyikük a tudományoknak, másikuk a politikának szentelte életét.
- „A bölcs megelőzi évszázadát és nyelvét, csak az utókor értheti meg. Mint filozófus, már átlépte a korlátokat, amely a Birodalmakat választja szét, minden ország polgára, minden kor kortársa.” (Lazare Carnot)

Különös véletlen: kortársa, Friedrich Schiller német költő szinte szó szerint ugyanezeket a sorokat vetette papírra.